# Сиссоко, Буаре Фили
Буаре Фили Сиссоко (фр. Bouaré Fily Sissoko ; 22 августа 1955, Дакар, Сенегал) – малийский политический и государственный деятель, министр государственного имущества и земельных дел с 2000 по 2002 год, министр связи с 2001 по 2002 год, С 2004 по 2013 год работала в представительстве Всемирного банка в Мали, министр экономики и финансов Мали с 2013 по 2015 год.
В 2013 году была президентом Совета министров Западноафриканского экономического и валютноо союза (ЗАЭВС) и управляющей Банка инвестиций и развития ЭКОВАС.
В 1979 году получила степень по экономике в Малийском колледже государственной службы, степень в области права в Университете Ниццы в 1983 году и степень в области таможенного дела в Немецком институте экономических исследований в 1990 году. Работала на государственной таможне, в Министерстве экономики, финансов и планирования, была государственным инспектором, занимала должности генерального государственного контролера и заместителя исполнительного директора государственной таможни. 
Сейчас возглавляет департамент развития бизнеса, энергетики, телекоммуникаций и туризма Мали.